# Mulgi (dialect)

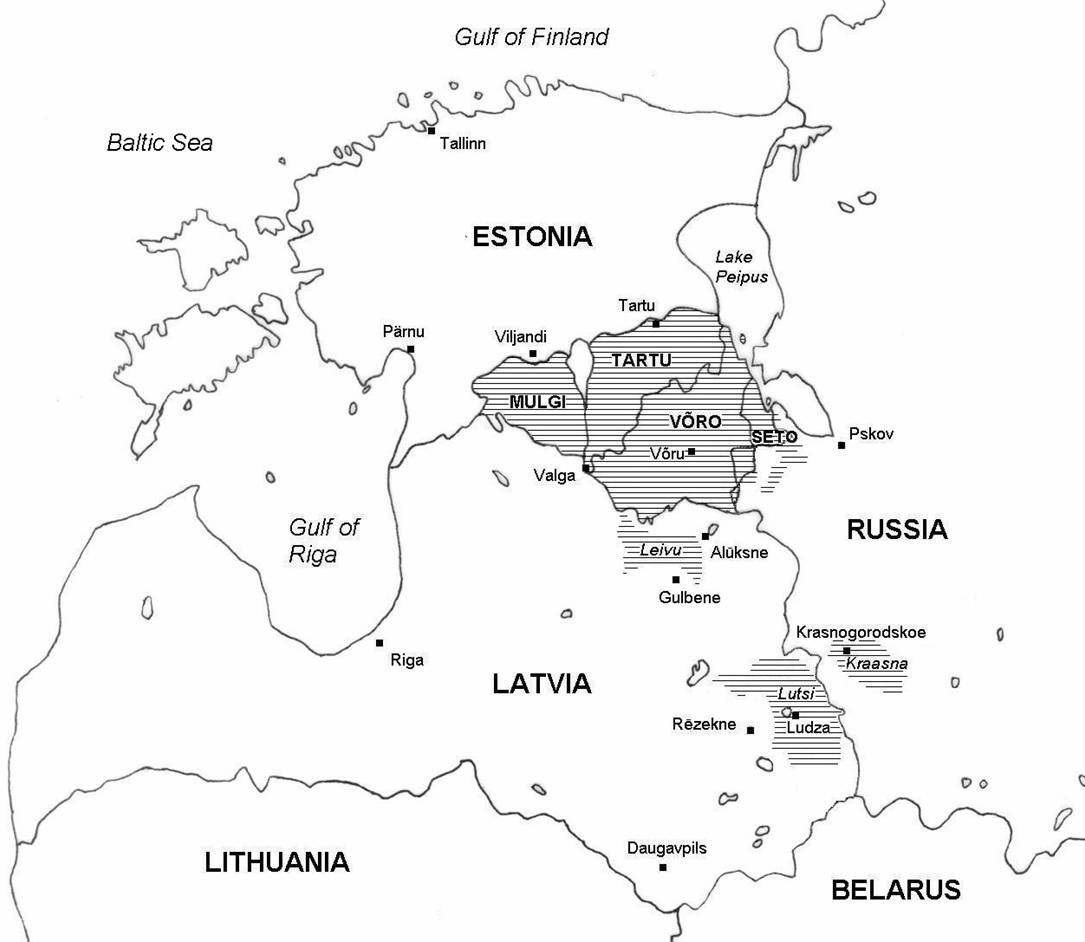
Verspreidingsgebied van de Zuidestische dialecten: Mulgi, Seto, Tartu en Võro

Mulgi (Estisch: mulgi keel) is een dialect van het Zuidestisch. De sprekers van het dialect heten ook Mulgi; het enkelvoud is Mulk. Bij de volkstelling van december 2011 werden er 9.698 sprekers van het dialect geteld.
Het Zuidestisch (Estisch: lõunaeesti keel) is zelf een variant van het Estisch. Het kent vier dialecten: Mulgi, Tartu, Võro en Seto. Võro en Seto worden door veel linguïsten als aparte talen gezien. Taalkundigen nemen aan dat het Mulgi als apart dialect pas in de 19e eeuw is ontstaan.

## Verspreidingsgebied
De streek waar Mulgi wordt gesproken, wordt Mulgimaa genoemd. De streek omvat de voormalige gemeenten Abja, Halliste, Helme, Hummuli, Karksi, Mõisaküla, Paistu, Pärsti, Põdrala en Tarvastu. Helme, Hummuli en Põdrala lagen in de provincie Valgamaa, de overige gemeenten in de provincie Viljandimaa. Als hoofdstad van Mulgimaa geldt Abja-Paluoja. Daar is een school waar Mulgi wordt onderwezen. Abja, Halliste, Karksi en Mõisaküla fuseerden in oktober 2017 tot de gemeente Mulgi.
Sinds 12 oktober 2013 heeft Mulgimaa een eigen vlag, die naast de vlag van Estland mag worden gebruikt.

## Gebruik van het dialect
Er bestaat geen gestandaardiseerde schrijftaal voor het Mulgi. Wel bestaat een  Mulgi Kultuuri Instituut, dat zich het behoud van het dialect en de cultuur van de Mulgi ten doel stelt. Het instituut is gevestigd in Abja-Paluoja. Er bestaat ook een ‘Vereniging van Mulgi-sprekers’ (Mulkide selts), die actief was tussen 1934 en 1940 (het jaar dat Estland door de Sovjet-Unie werd bezet) en opnieuw vanaf 1989. De vereniging geeft boeken in het Mulgi uit. Op onregelmatige tijdstippen verschijnt de krant Mulke Sõna (‘Het Woord van de Mulk’). Een andere periodiek is het kwartaalschrift Üitsainus Mulgimaa (‘Het Unieke Mulgimaa’). De Estische radio verzorgt eenmaal per maand een uitzending in het Mulgi. In maart 2013 verscheen het eerste Mulgi-woordenboek.
Er bestaat ook literatuur in het Mulgi. August Kitzberg (1855-1927), schrijver van toneelstukken, verhalen en essays, bediende zich regelmatig van dit dialect. Hetzelfde geldt voor de dichter Hendrik Adamson (1891-1946). Ook Nikolai Baturin (1936) schrijft gedichten in het Mulgi.
Mulgi heeft in Estland (nog) geen officiële status. Sinds 2004 bestaat er een commissie die bekijkt of het Mulgi en de andere Zuidestische dialecten een officiële status moeten krijgen.

## Cultuur
De cultuur van de Mulgi wordt gekenmerkt door een eigen klederdracht en een eigen keuken. De gewezen Estische president Toomas Hendrik Ilves is van origine een Mulk. Hij draagt regelmatig de lange zwarte jas die karakteristiek is voor de Mulgi-klederdracht.

## Oorsprong van de naam
In de streek waar Mulgi wordt gesproken, kwamen verschillende boerderijen voor met Mulgi, Mulcke of Mullick in de naam. Doorgaans ontleenden ze die naam aan de bijnaam van de boer. Taalkundigen hebben twee verbanden gelegd: met het Estse woord mullikas, vaars, en met het Letse woord muļķis, ‘onnozele’. Zo kwamen de inwoners van de streek misschien over op de mensen in de buurt die andere talen spraken.